# Cantó de Signy-l'Abbaye
El cantó de Signy-l'Abbaye és un cantó francès del departament de les Ardenes, situat al districte de Charleville-Mézières. Té 12 municipis i el cap és Signy-l'Abbaye.

## Municipis
- Barbaise
- Clavy-Warby
- Dommery
- Gruyères
- Jandun
- Lalobbe
- Launois-sur-Vence
- Maranwez
- Neufmaison
- Raillicourt
- Signy-l'Abbaye
- Thin-le-Moutier

## Història
| Data d'elecció                           | Identitat        | Partit                     | Qualitat |
| ---------------------------------------- | ---------------- | -------------------------- | -------- |
| 1945-1949                                | M. Wahart        | MRP                        |          |
| 1949-19..                                | Marcel Ganichon  | radical                    |          |
| 19..-1979                                | Louis Lebrun     | divers gauche, després PS  |          |
| 1979-1998                                | Pierre Faille    | RPR                        |          |
| 1998-                                    | Elisabeth Faille | Divers droite, després UMP |          |
| les dades anteriors no són pas conegudes |                  |                            |          |
|                                          |                  |                            |          |

## Demografia
| A partir de 1990: Població sense dobles comptes |